# Help Is on the Way
Help Is on the Way est un single des Whatnauts.

## Histoire
Sortie en 1981, cette chanson n'est pas le plus grand succès du groupe car il n'atteint que la 46e place du hit-parade américain Hot R&B/Hip-Hop Songs. Néanmoins, sa base rythmique et sa basse sont reprises sous la forme de samples dans de nombreuses autres chansons qui l'ont popularisée.
Parmi ces chansons qui échantillonnent Help Is on the Way se trouvent Ring Ring Ring (Ha Ha Hey) (1991) de De La Soul, Ain't Leavin Without You (2009) de Jaheim, Act Like You Know (1982) de Fat Larry's Band, Sex With You (1994) d'Heavy D & the Boyz, How Ya Doin'? (2012) de Little Mix, Big Bad Sister (1991) de MC Lyte ou encore Everybody (1996) de Skin Deep.